# Bolmen
För andra betydelser, se Bolmen (olika betydelser).

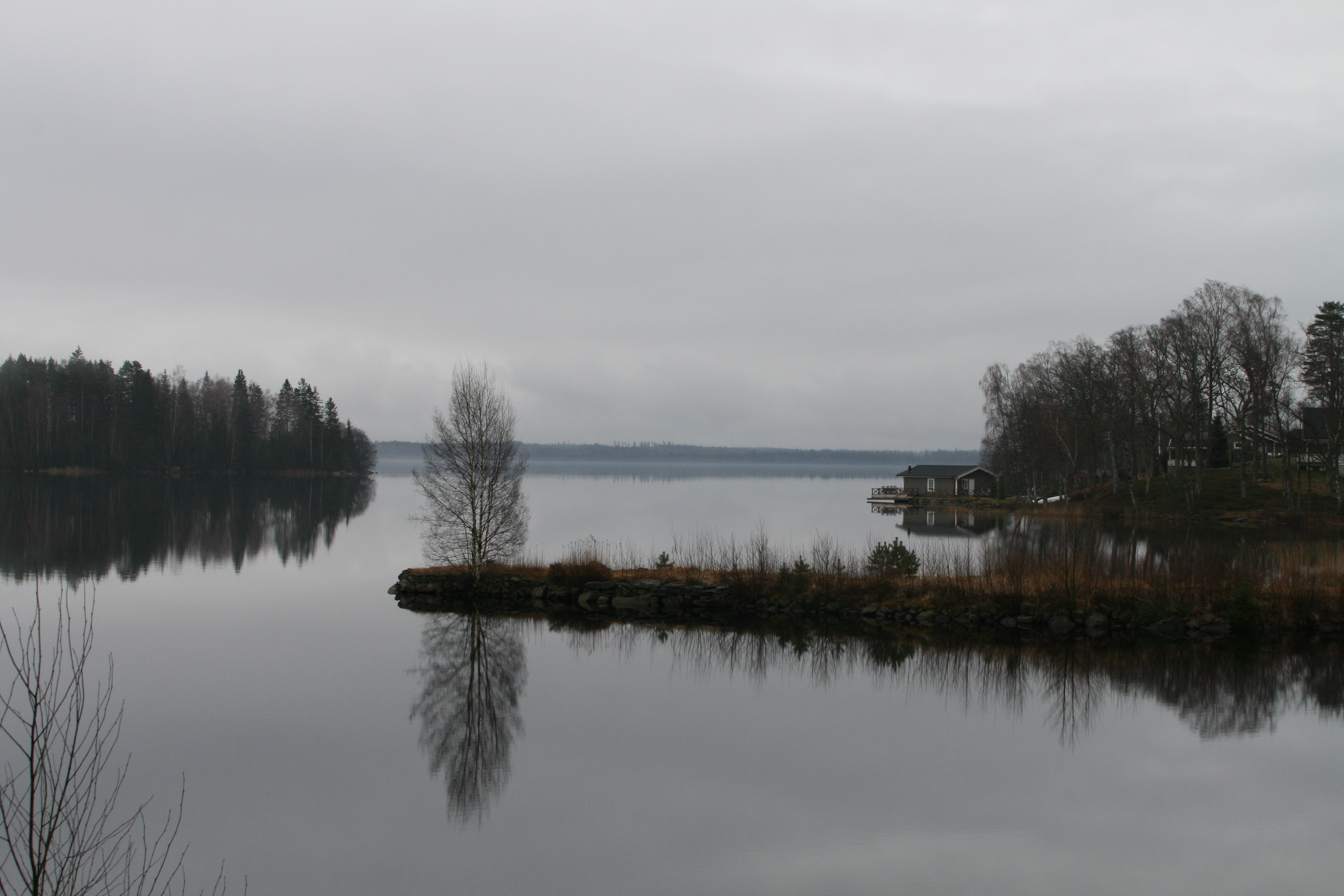
Bolmen en mulen dag.

Bolmen är en sjö i Gislaveds, Hylte, Ljungby och Värnamo kommuner i Småland och ingår i Lagans huvudavrinningsområde. Sjön är 36 meter djup, har en yta på 173 kvadratkilometer och befinner sig 141 meter över havet. Sjön avvattnas av vattendraget Bolmån samt av Bolmentunneln som är en av världens längsta tunnlar. Vid provfiske har en stor mängd fiskarter fångats, bland annat abborre, bergsimpa, björkna och braxen.
Sjön är Sveriges tolfte största sjö och Smålands näst största (efter Vättern). Bolmen är dock den största sjö som i sin helhet är belägen i Småland. Sjön är dricksvattentäkt för ca 1/2 miljon människor i främst Skåne, och ytterligare ca 1/2 miljon människor är indirekt beroende av sjöns dricksvatten.

## Fakta om Bolmen
Enligt lokal folktro har sjön lika många öar som dagar på ett år. Detta kommer från sägnen om Ebbe Skammelsson. Sjön bildar tillsammans med Bolmsö centrum i smålandet Finnveden. Den största ön i sjön är Bolmsö som också är Smålands största ö. Till ön finns en bro på den östra sidan och en färjelinje som finns på den västra sidan från Sunnaryd som ligger på fastlandet till Bolmsö kyrkby. 
Sjön delas av kommunerna Ljungby, Hylte, Gislaved och Värnamo. Ljungby kommun omfattar sjöns östra och södra delar samt Bolmsö och ingår i Kronobergs län. Värnamo och Gislaveds kommuner ligger i Jönköpings län och omfattar nordöstra respektive nordvästra Bolmen. Sjöns västra del ingår i Hylte kommun som tillhör Hallands län men ligger i Småland.
Bolmen är färskvattenkälla till många skånska kommuner och vattnet leds i en stor tunnel ner till Skåne. Se vidare Bolmentunneln och Sydvatten.

## Bolmens historia

### Fornbolmen
Efter isen dragit sig tillbaka från Småland för runt 12000 år sedan bildades det som kallats Fornbolmen. En sjö fyra gånger större än dagens Bolmen. Denna fornsjö under tidig mesolitisk tid sträckte sig från nuvarande Bolmen i söder, norr ut upp till Vaggeryd, innefattade sjön Vidöstern i öster och bredde ut sig till Reftele i väster, där man också förmodar att den hade sitt utlopp och var förbunden med havet via Nissans vattensystem. Då landhöjningen var mycket kraftigare i sjöns norra del än den södra, trycktes vattnet långsamt mot söder.Runt 5 350 +- 200 f Kr var tippningspunkten nådd. Sjön svämmade över sina bredder i söder, bröt upp ett nytt utlopp och Lagans vattensystem bildades. 
Ett av spåren av landskapets tippningen kom upp till ytan under den extremt torra sommaren 2016. I ett par av sjöns södra vikar stack det upp mängder av stubbar. Några av stubbarna bärgades och analyserades. Fyndet vara exceptionellt. En av rötterna från Hultaviken visade sig komma från en tall och vara det äldsta trästycke som någonsin blivit funnet i Sverige, daterat till 8290 - 8155 f Kr.  Åldern visar att trädet kan ha växt i en av de första skogarna efter istiden.   

### Stenålder
Arkeologen Carl Persson som undersökte och lät datera stubben från Hultaviken hade tidigare samma år 2016 gjort en annat spektakulär upptäckt på Gettersö, nära sjöns nuvarande utlopp i söder. På den lilla ön hade han funnit en boplats från stenålderns gropkeramisk kultur (3 200 – 2 300 f Kr). Detta var ingen fast boplats men hade använts under generationer av de nomadfolk som rörde sig i södra Skandinavien vid denna tid.

### Bronsåldern
Mycket tyder på att det har funnits ett kärnområde under äldre bronsåldern i norra Bolmen och öster ut mod sjön Vidösten även om det också finns lämningar från tiden på andra platser kring sjön. Ett område som har vattenförbindelse ner till kusten via Lagan, men samtidigt också ligger i närheten av vattendrag som kan fungerat som transportleder upp till Vätten.  I dessa bygder har man funnit gravröse, bronsföremål och andra lämningar från tiden. Man har även funnit röjda åkrar, vilket pekar mot en befolkning som bedrev jordbruk och hade boskapsdjur. Detta antar man är den första bofasta befolkningen i området kring Bolmen, vilket sker under den period som benämns Senneolitikum, 2400-1800 f.Kr.

### Järnåldern – Finnveden
Under yngre järnåldern  förmodar man att Bolmen och specifikt Bolmsö varit centralmakten i riket Finnveden. Både ortnamn och gravfynd pekar på detta.  Särskilt öns nordöstra del har ett exceptionellt fyndmaterial av gravar, var av en är den mest guldrika i hela Småland. I samma område kring Håringe/Skeda finner man även en storhög och flera vapengravar. Detta maktcentra ser ut att förlorat sin ställning mot slutet av vikingatiden, då det inte finns några runstenar på denna del av Bolmsö, vilket förknippas med sen vikingatid. Istället är det häraderna: Östbo, Västbo och Sunnebo med sina centralplatser en bit bort från Bolmen som blomstra vid denna tid.

### Medeltid - gränsbygd
Mycket tyder också på att området någon gång kring övergång från vikingatid till medeltid blir mer och mer bli en del av svearnas maktsfären, även om det är först 1298 som det finns skriftliga belägg för tillknytningen. Banden norrut medför att befolkningen ofta drabbas av stridigheterna mellan svear och det tätt angränsande danskarna i Halland. På 1300-talet byggs i sjöns södra ände gräns- och skatteborgen Piksborg. Det var en träborg som under sin korta existens var ett makt- och handelscentrum för trakten. Av okänd anledning bränns borgen år 1434 under Engelbrektsupproret mot Kalmarunionen och blev därefter aldrig mer uppbyggd. Krigen mellan Sverige och Danmark fortsatte plåga denna gränstrakt under åtskilliga år. Hårdast var det under det nordiska sjuårskriget 1563 till 1570, då arméerna på båda sidor skövlade och plundrade mängder av gårdar i området. Bara under år 1564 brändes runt tre fjärdedelar av gårdarna ner av Danskarna på den västra sidan av sjön. Konflikterna fortsätter att drabba området i ytterligare närmare hundra år och upphör först när Halland tillföll Sverige vid freden i Roskilde 1658.

### Infrastruktur 1800-talet
Likt en stor del av övriga världen kom det en infrastruktur revolution till trakten i sluten av 1800-talet. 1878 öppnades Vislanda–Bolmens Järnväg, som trafikerade sträckan Vislanda, Ljungby-Bolmen.  1889 öppnades järnvägstrafiken på Halmstad-Bolmens järnväg. Nästan samtidigt tillkom även ångbåtstrafik på Bolmen och i den tätt anknytande sjön Unnen.

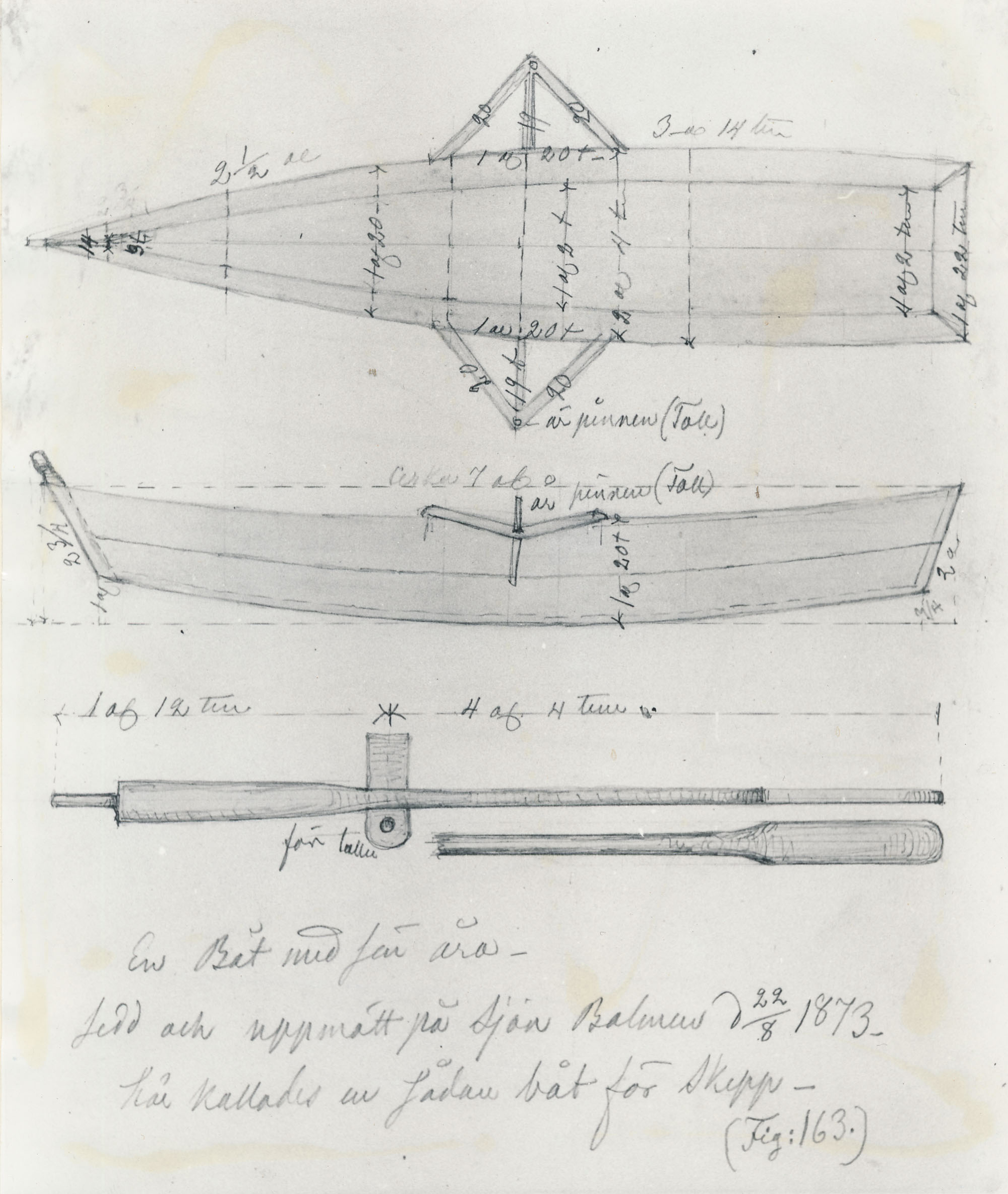
Bolmeneka uppmätt 1873. Folklivsarkivet i Lund, Mandelgrenska samlingarna figur 163.

### Maritim historia

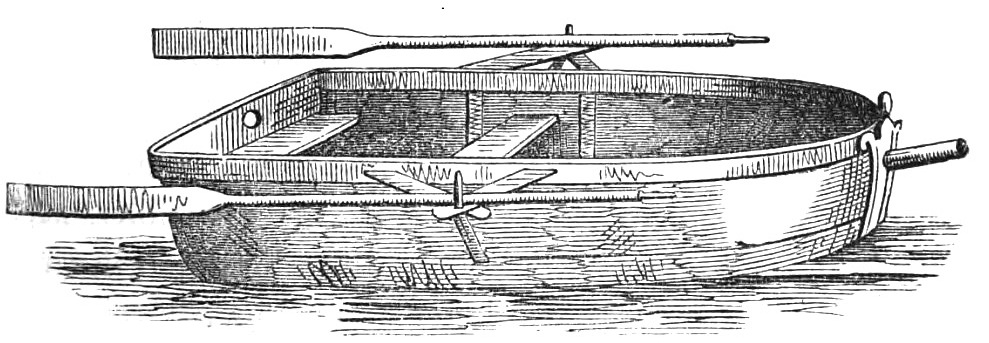
Båt från Bolmen, enligt illustration i Hyltén-Cavallius Wärend och Wirdarne (1863)

Sjön Bolmens äldre maritima kultur är ett närmast helt outforskat område. Det finns ett antal fynd av stockbåtar. Merparten av dessa har aldrig blivit daterade då de förmodats inte vara mer än några hundra år gamla. En stockeka som under många år förvarats av Angelstads hembygdsförening blev dock 2023 daterad och beräknas härröra från runt år 500.
Vid Bolmstad på Bolmsö finns en skeppssättning från järnåldern som på något sätt indikerar på båtens betydelse, samt att runstenar i området berättar om långväga resor till bland annat England. En obesvarad fråga kring forntidens båtanvändning är hur och vilken form av båtar som användes för att ta sig upp och ner till kusten via Lagan. Det framstår tydligt att Lagan varit en betydelsefull led både för de första bosättarna kring Bolmen och generationer framåt, men ingen verkar ha undersökt huruvida man tog sig fram till fots längs ån eller med båt, och hur stora båtar man kunde färdas med. 
Det finns det tolv kraftstationer längs sträckan ner till havet, den högsta är Kasefors med en fallhöjd på närmare tjugosex meter,  men hur farbara var forsarna innan kraftstationerna byggdes?
Den första skriftliga dokumentationen och beskrivningen av båtar på Bolmen finner man i Etnologen Gunnar Olof Hyltén-Cavallius bok Wärend och Wirdarne från 1863. Den båt som illustrera texten verkar lämnat mycket utrymme till illustratörens fantasier, medan Cavallius egna beskrivning med ord i hög grad stämmer in på en båt som inköptes till Nordiska Museet 1893. Både Cavallius och Nordiska museet säger att detta ska vara en typisk båt för Bolmen med omgivning. Sistnämnda har fått beteckningen ”Klovaskep”. Att det bara stavas med ett p ska vara en markering om att det rör sig om ett falskt skepp och i själva verket rör det sig om en liten roddbåt. Enligt Albert Eskeröd en av de främsta kartläggarna av mindre båttyper i Sverige är detta klovaskep en övergångsfas mellan stockbåten och de plankbyggda båtarna. En form av parallell utveckling, dock långt senare, med den evolution som skedde med de mjuka stockbåtarna, till vad som utvecklade sig till de mer avannonserade klinkbyggda båtarna i Skandinavien. Klovaskepet har fått sitt namn från de två kraftiga ekstockar (klovar) som botten är sammansatt av. Botten har sedan urholkats och formats med yxa, var efter man höjt upp båtens sidor med ett bord på vardera sida och med en akterspegel.
Till sin form är det tydligt att klovaskepet i Nordiska Museet samling har många likheter med Bolmenekan eller Bolmaskepet som de också kallas. En extremt långsmal plankbyggd eka, som ska varit den helt dominerande bruksbåten längs med sjöns stränder och vikar fram till plastbåtens intåg på 1960-talet. Bolmenekan var ofta närmare sex meter lång, men inte mer än en och tjugo bred. För att få kraft i roddtagen i denna smala båt placerades årklamparna på vingar som sticker ut cirka tjugo centimeter på var sida om båten. En konstruktion som används på moderna tävlingsroddbåtar. Dessa utriggade årklampor och att de är så extremt långsmala är Bolmenekans främsta särdrag. Ett annat är att nedersta bordet på många Bolmenekor sticker fram runt en decimeter framför stäven.
Bolmenekan är på ett vis en extremt primitiv båtform, då det krävs långt mindre specifikt hantverkskunnande att bygga en plankeka än till exempel en rundbottnad eka. Likväl har den extremt goda rodd egenskaper och är i hög grad anpassad efter de behov en båt skulle fylla på Bolmen. Eskeröd konstatera också att sjön Bolmen är det största vattnet i södra Sverige som inte har någon mer avancerad båtbryggatradition.

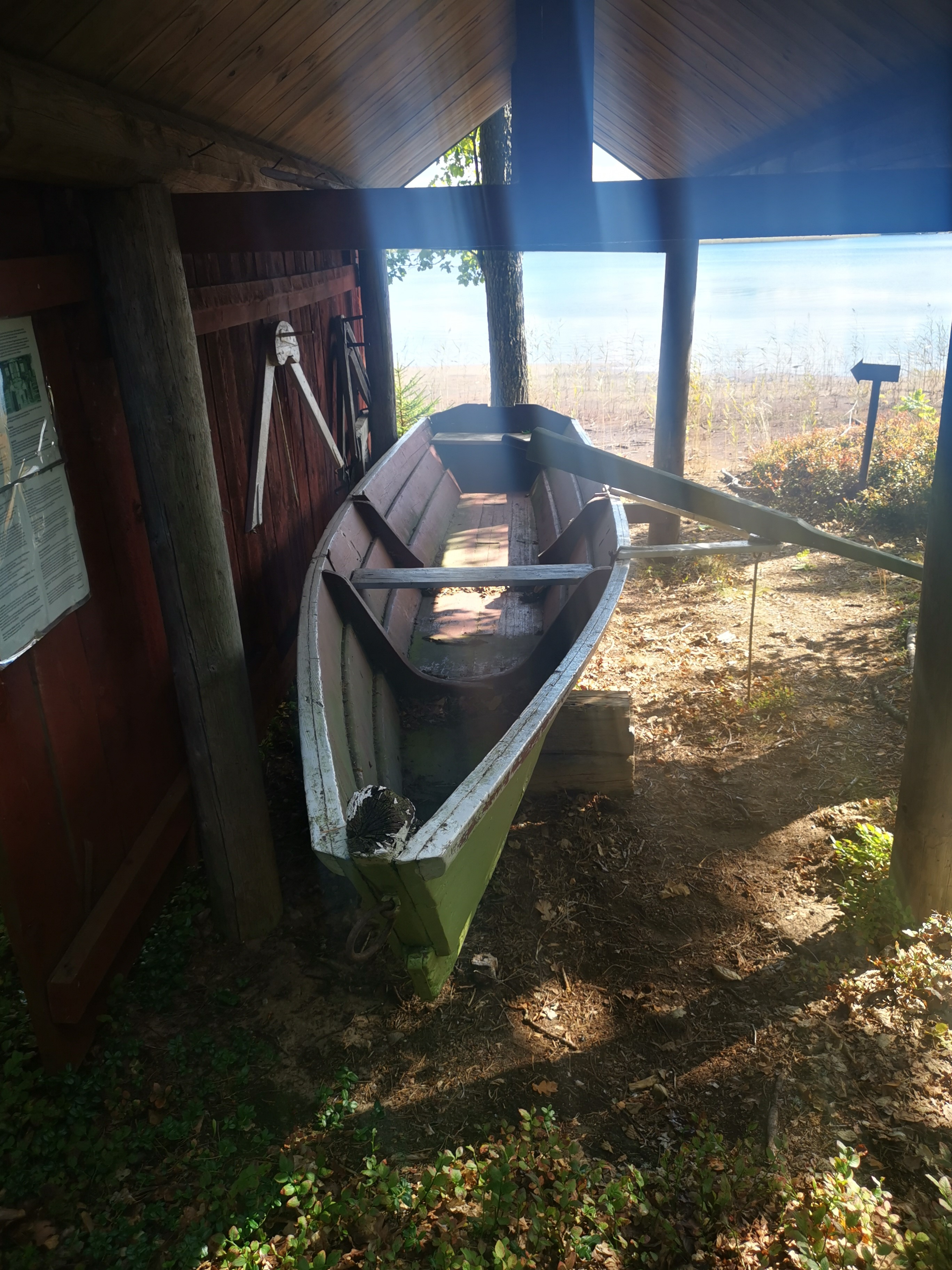
Bolmeneka i Odensjö hembygdspark, byggd av Axel Mild runt 1950

En Bolmeneka byggd av Axel Mild, runt år 1950 finns att beskåda i Odensjös hembygdspark. Den sista som haft en liten produktion av Bolmenekor är Gunnar Jönsson i samma by, som sedan 1980-talet byggt ca 25 båtar.
Trafiken på Bolmsöleden mellan Sunnaryd på sjöns västra sida och över till Bolmsö har varit en viktig transportled under lång tid och då inte bara för den närmsta omgivningen. Länge var den reglerad genom roddplikt för bönderna i området.  År 1872 byggdes en pråm som roddes med två kraftiga åror av minst tre man. Sista roddpromen sjönk 1927 och två år senare togs den första motordrivna färjan i bruk, vilken kunde transportera två bilar. Året 1969 gjorde den nuvarande linfärjan Bolmia sin premiärtur.
Från 1878 och runt femtio år framåt trafikerades Bolmen av ångbåtstrafik. Den första av dessa ska varit ångaren Oscar I som var i trafik på sjön fram till 1905. Det finns också uppgifter om att sjön trafikerats av Vega och Freja under slutet av 1800-talet, samt en senare båt benämnd Framåt. Många av ångbåtsbryggorna finns än idag kvar i varierande skick.
Första fritidsseglaren kom till sjön under första åren av 1900-talet och ägdes av Knut Björkman vid Ryds sågverk i Byholma. Fram på trettiotalet hade det skapats en liten trupp med segelkanoter på sjön som både tillverkade egna C-kanoter och tävlade internt. 1937 började Gustav Axelsson att konstruera C-kanotens efterföljare kanotkryssaren. Med sina sju meter i längd och två meter i bredd var den ett slagskepp i jämförelse med övriga kanoter på sjön. Det var den kanotmodellen som seglade längst på Bolmen. Året 1936 hade Ljungby kanotförening bildats, en förening som samlade både seglande och paddlande kanoter. Efter andra världskriget växte paddlarsektionen sig så stor, att det starta en ny klubb endast för seglare och Segelsällskapet Angantyr skapades. Under 1950-talet trängdes segelkanoterna så småningom ut av massproducerade jollar som finnjolle och ok-jolle. 

## Natur och djurliv
Naturen runt Bolmen har en stor mångfald och variationsrikedom. Landskapet är flackt och naturskönt. Landskapet mellan Bolmen och Forsheda präglas främst av stora myrmarker, som till viss del är ganska orörda. Sjön omges för övrigt av barrskog och även stora delar med lövskog. Det finns också ett betydande inslag av odlingsmark.
Det ligger flera naturreservat i nära anslutning till Bolmen. Ett av dem är Svartebro som ligger vid Murån som mynnar i sydvästra delen av Bolmen, strax norr om Kafjorden. Murån har i sitt nedre lopp relativt orörda våtmarker med dominans av myrmark och en av de äldsta naturskogarna i Kronobergs län som består av minst 200-åriga bestånd av tall och gran. Förutom värdefulla miljöer för t.ex. kryptogamer, insekter och orkidéer finns här häckande duvhök.
Ett annat är Norrnäs udde som ligger i Bolmens södra delar, öster om samhället Byholma på spetsen av en udde. Udden har ett trädskikt av bokdominerad ädellövskog som är tänkt att fritt utvecklas till naturskog. I området finns även enstaka mycket gamla ekar och intressanta svampar. Rester av äldre bebyggelse finns genom det nedlagda torpet Norrnäs med intilliggande marker som nyttjats till åker och bete. På udden finns även en stenåldersboplats. Området är ett populärt utflyktsmål, speciellt för de båtburna. 
Ett annat intressant område är Slättö sand som ligger norr om Bolmen, där man hittar en sandstrand i de småländska skogarna.  "Det ligger en öken djupt inne i Smålandsskogarna. Över markerna och mossarna lyser den med skimrande ökensken och om kvällarna får den dunkel glöd". Erik Palms ord kommer från årsskrift för Sveriges Natur, 1919.
Väster om Bolmsö ligger ögruppen Tira öar som är både naturreservat och Natura 2000‐område. Öarna är i huvudsak uppbyggda av isälvsmaterial i form av rullstensåsar.
Markerna är till stor del bevuxna med naturskog som delvis är av urskogskaraktär. Förutom tall, gran och blandat löv förekommer områden med mycket lind. Fågellivet är rikt men känsligt med häckande arter som fiskgjuse, storlom, drillsnäppa, storskrake och kricka. Även bivråk, duvhök, sparvhök och lärkfalk förekommer på öarna. Växtlivet är mer sparsmakat men bjuder på bland annat orkidéer. Den största ön, Storö, vittnar om sjösänkningen i Bolmen och på ön Högaholm finns en fornlämning av ett hus från medeltiden (en s.k. källargrop). På sommaren är öarna populära för bad och friluftsliv.

## Vattenkvalité
Även om vattenkvalitén i Bolmen generellt anses god har vattnet blivit långt mycket grumligare de senaste decennierna. Sedan sjuttiotalet har genomsiktlighet halverats vilket främst beror ökad grad av organiskt kol och järnpartiklar i vattnet. Denna brunifiering förmodas bero på klimatförändringarna som bland annat medfört ökad nederbörd, fler störtskurar och kortare vintrar. Men framförallt utdikning av markerna i sjöns tillrinningsområde och den stora ökningen av andelen granskog. Brunifiering skapar stora kostnader när vattnet ska omvandlas till dricksvatten men har också hög inverkan på ekosystemet i sjön. Exempelvis kan fiskbeståndet förändras, abborrarna växer sig inte lika stora, medan gösbeståndet verka öka.

## Friluftsliv och turism
Bolmenområdet är av riksintresse för friluftslivet och sjöns betydelse för turismen är stor. Omgivningarna kring Bolmen är rik på gammal kulturbygd och lämningar. Lämningarna finns från både från stenåldern, bronsåldern och järnåldern. Bland aktiviteterna märks fritidsfiske, kanotning, bad och segling. Segelsällskapet Angantyr erbjuder både segelträning för barn och vuxna. De anordna också den årliga segeltävlingen Rövarkuppen. Detta tillsammans med de många sevärdheterna gör Bolmenområdet populärt för sommarturister. 
Turistverksamheten är relativt utbyggd med restauranger och campingplatser runt Bolmen. Småbåtshamnar finns i Sunnaryd, Bolmen samhälle, Bolmstad, Bolmsö och Odensjö. Inom Bolmenområdet finns också ca 800 fritidshus,  i Ljungby kommun, 140 i Gislaveds kommun, ca 15 i Värnamo kommun och ca 70 i Hylte kommun. 
Sista helgen i juli varje år arrangeras Bolmendagen, vilket innebär att runt om i orterna kring Bolmen arrangeras olika arrangemang, detta lockar ca 12 000 personer att besöka någon av orterna kring Bolmen. Var fjärde år arrangeras också Bolmsödagarna. Första fredagen i augusti varje år arrangeras Bolmenmarschen, som är en tredagars vandring på totalt 125 km. Starten är i Ljungby tätort där också målet är efter att ha vandrat runt stora delar av Bolmen via Bolmsö.

## Delavrinningsområde
Bolmen ingår i delavrinningsområde (631393-137256) som SMHI kallar för Utloppet av Bolmen. Medelhöjden är 149 meter över havet och ytan är 422,93 kvadratkilometer. Räknas de 82 avrinningsområdena uppströms in blir den ackumulerade arean 1 640,53 kvadratkilometer. Bolmån (Ulvhultsån) som avvattnar avrinningsområdet har biflödesordning 2, vilket innebär att vattnet flödar genom totalt 2 vattendrag innan det når havet efter 105 kilometer. Avrinningsområdet består mestadels av skog (41 procent). Avrinningsområdet har 173,56 kvadratkilometer vattenytor vilket ger det en sjöprocent på 41 procent.

## Fiske i Bolmen
I Bolmen finns 24 fiskarter och med sina många öar och vikar, som lämpar sig att fiska vid, har den blivit en populär sjö att sportfiska i. I det fiskrika vattnet finns gädda, gös och abborre men också lax och öring. Fiskekort måste lösas för att få fiska i Bolmen. I sjön bedrivs också yrkesfiske, vars produkter kan köpas i fiskbutiker och fiskrestauranger i anslutning till sjön. Yrkesfisket är jämte friluftslivet bedömt som riksintresse.

## Fisk
Vid provfiske har följande fisk fångats i sjön:
| - Abborre - Bergsimpa - Björkna - Braxen - Gärs - Gädda - Gös - Lake - Löja - Mört - Sik | - Siklöja - Öring |